# Shinkin Central Bank
Shinkin Central Bank — японский банк, центральный банк системы кооперативных банков Японии. Общее число таких Синкин банков составляет 255, в сумме у них 7237 отделений, 104 тысячи сотрудников и более 9 млн членов, суммарные активы составляют 158,6 трлн иен ($1,458 трлн).

## История
Центральный Синкин банк был создан 1 июля 1950 года, тогда же появились и сами Синкин банки, большинство из них было реорганизовано из кредитных кооперативов (shinyo kumiai). В 1968 году в закон о Синкин банках были внесены поправки, им было позволено выдавать кредиты не членам кооперативов (до 20 % от всех кредитов). В том же году был принят закон о слияниях и трансформациях финансовых институтов, поощрявший укрупнение банков. Количество Синкин банков начало неуклонно уменьшается за счёт укрупнения, в 1968 их было 519, в 1980 году — 462, в 2005—301. Максимум по суммарному количеству сотрудников и отделений был достигнут в середине 1990-х годов (155 тысяч сотрудников и 8700 отделений).
В начале 1990-х годов банковский сектор сильно пострадал от обвала цен на землю и последовавшего падение курсов акций, в частности несколько Синкин банков обанкротились. В результате кризиса были ужесточены правила для банков в отношении резервов капитала и публикации отчётности. Для Синкин банков стало обязательным прохождение независимого аудита.

## Деятельность
Синкин банки обслуживают частных клиентов и малый и средний бизнес (не более 300 сотрудников и 900 млн иен капитала) в своих регионах по всей Японии. Помимо более 7 тысяч отделений банки располагают сетью из 20 тысяч банкоматов. Часть кредитов (до 20 %) может выдаваться не членам кооперативов, ограничений на приём депозитов нет. Представительства центрального банка имеются в Нью-Йорке, Лондоне, Гонконге, Шанхае и Бангкоке.
Привилегированные акции Shinkin Central Bank котируются на Токийской фондовой бирже. Shinkin Central Bank принимает средства банков системы Shinkin и инвестирует их в ценные бумаги. Также банк осуществляет другие виды банковской деятельности, оказывает консультационные услуги, услуги по управлению активами и обработке финансовой информации.
Основные дочерние компании Shinkin Central Bank:
- The Shinkin Banks Information System Center Co., Ltd. (50,7 %) — обработка информации, разработка программного обеспечения
- Shinkin International Ltd. (Лондон) — операции с ценными бумагами на европейских рынках
- Shinkin Chukin Business Co., Ltd. — административные услуги
- Shinkin Asset Management Co., Ltd. — управление активами (под управлением 39,3 трлн иен)
- Shinkin Securities Co., Ltd. — операции с ценными бумагами
- Shinkin Capital Co., Ltd. — инвестиционный банкинг
- Shinkin Guarantee Co., Ltd. — гарантирования необеспеченных кредитов клиентам[1]